# Таволжник звичайний
Таволжник звичайний (Aruncus dioicus) — вид квіткових рослин родини трояндових (Rosaceae), поширений у Євразії й на сході США.

## Опис
Трав'яниста дводомна рослина зі стеблом заввишки 1–2 м. Листки двічі непарноперисті, 30–100 см завдовжки, з еліптичними зубчастими довго загостреними сегментами 3–12 см завдовжки. Суцвіття — складні розлогі волоті. Чашолистки трикутні, 5–6 мм довжиною, пелюстки 1–2 мм довжиною, на тичинкових квітки жовтуваті, на маточкових — білі.

## Поширення
Поширений у Євразії й на сході США; також культивується.
В Україні зростає в лісах, серед чагарників — у Карпатах і Прикарпатті часто; в західному Поліссі й Лісостепу спорадично. У садах і парках як декоративна рослина.

## Галерея

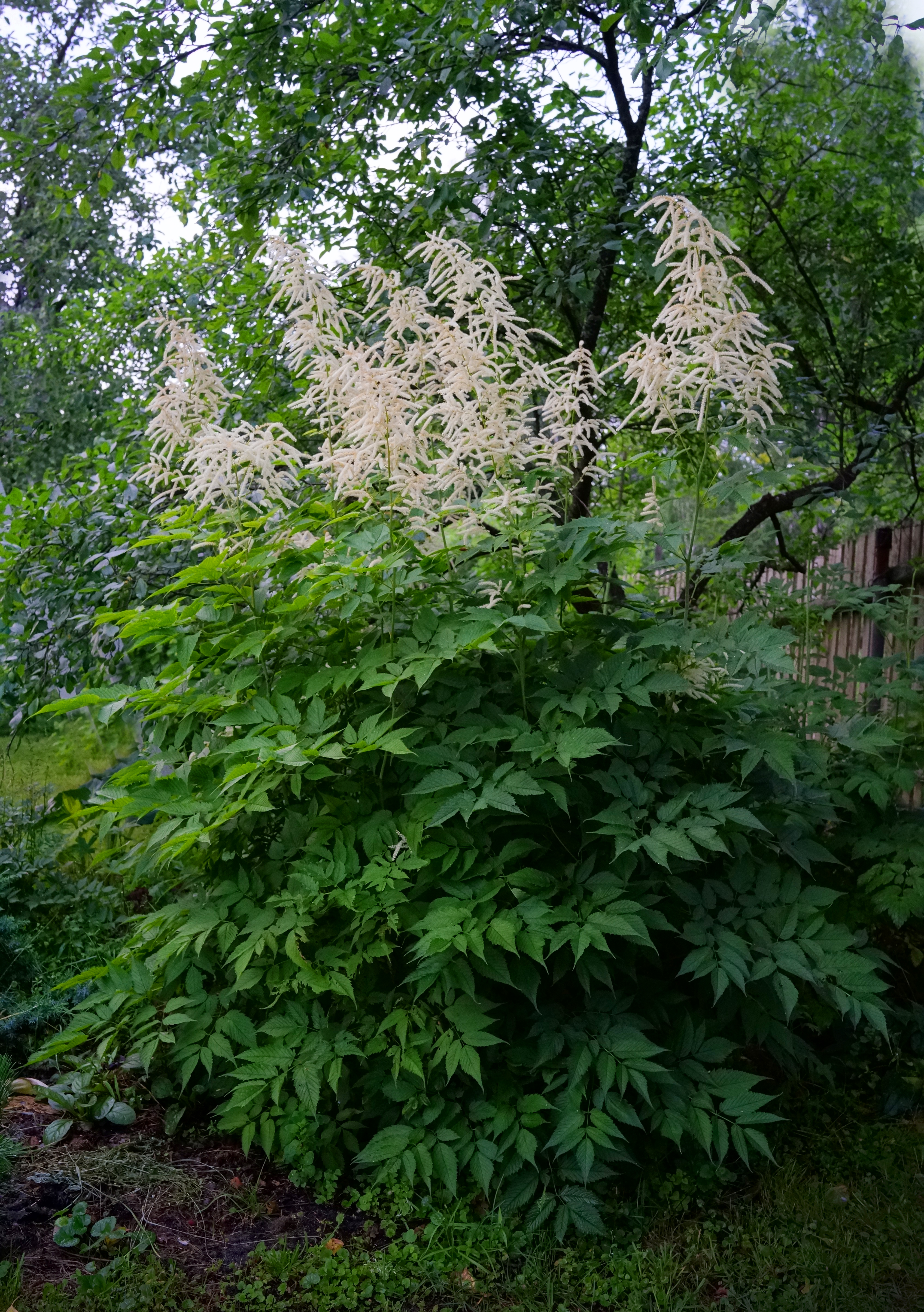
загальний вигляд
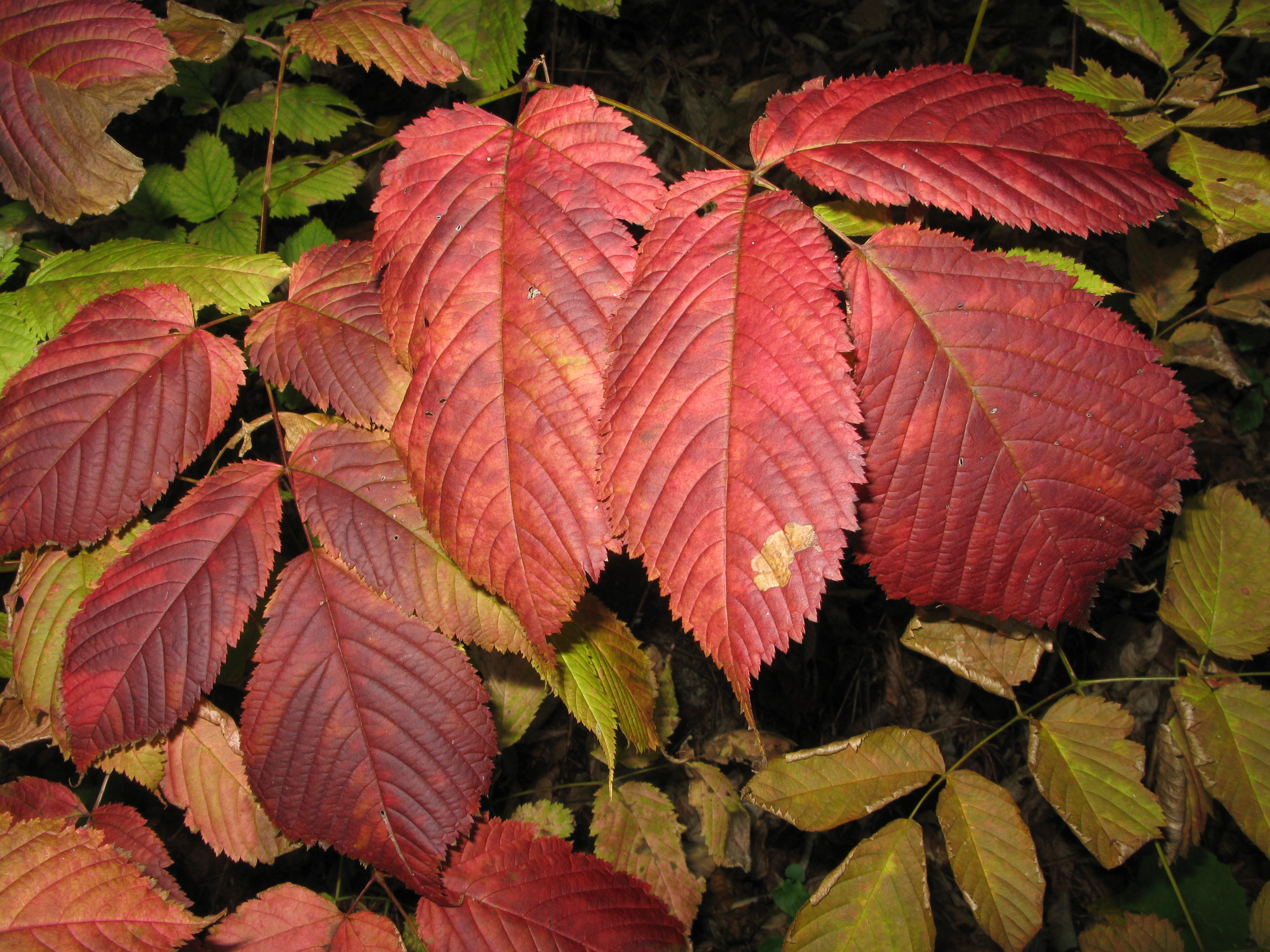
осінні листки
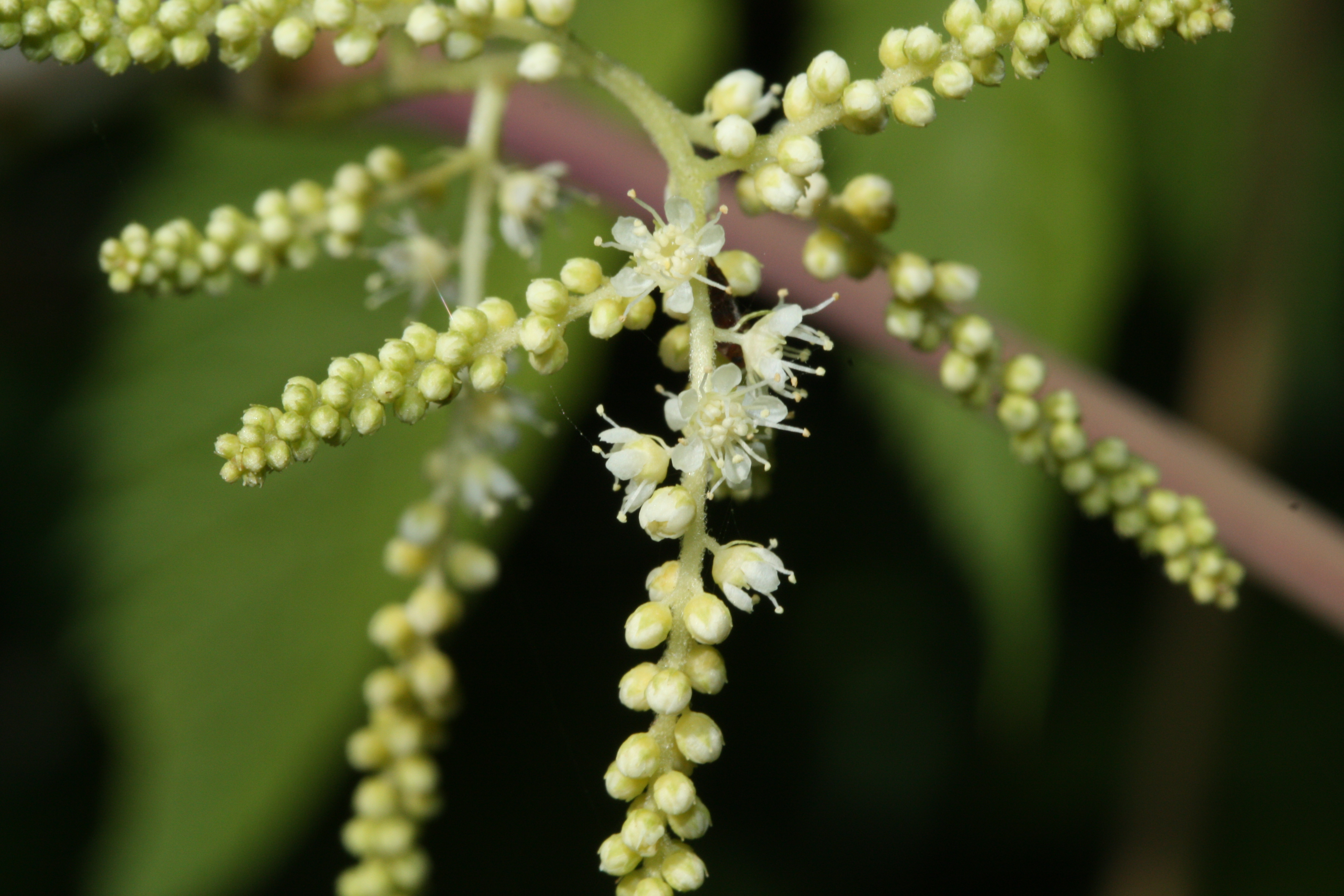
квіти
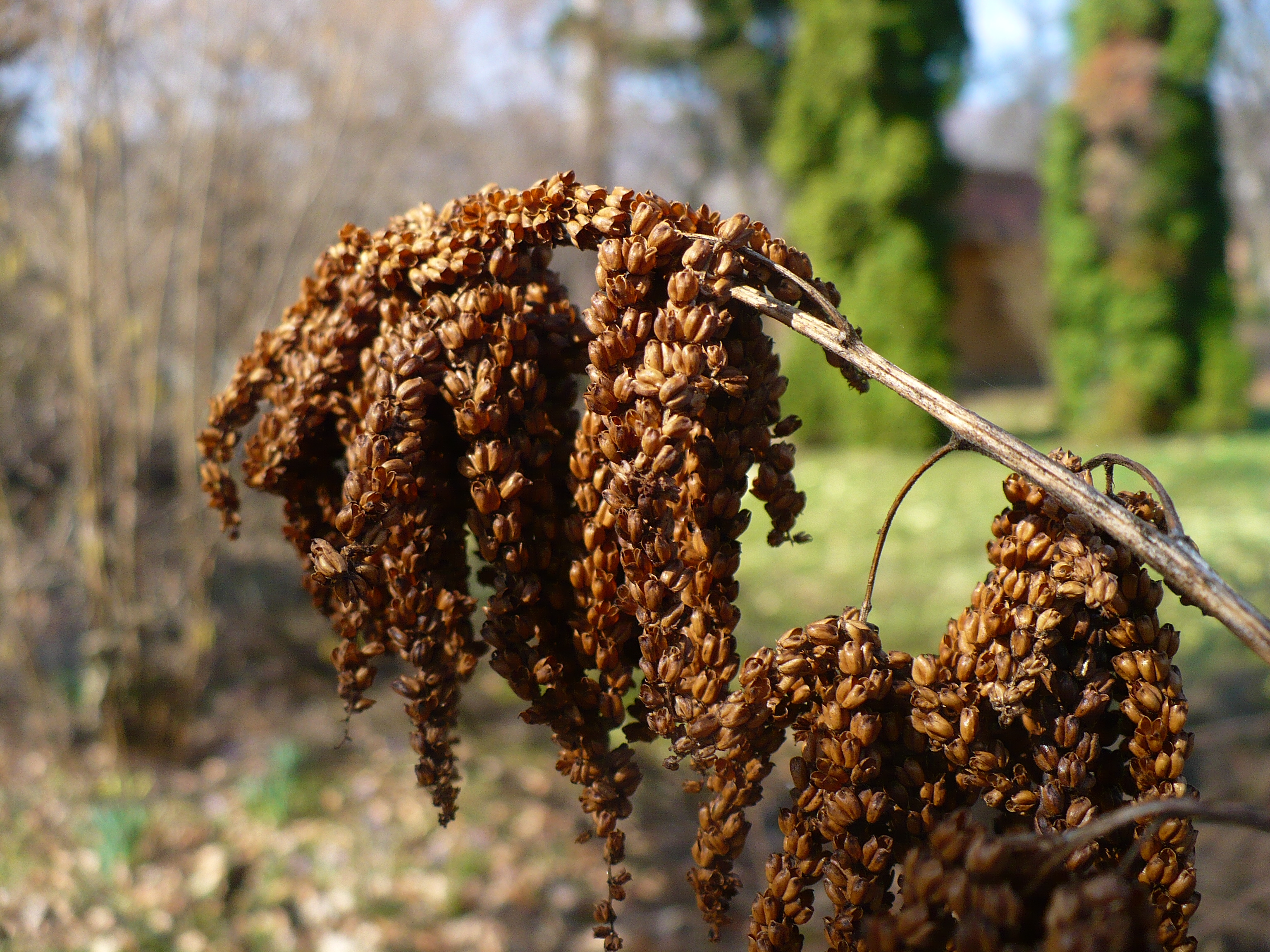
супліддя